# メディテレーニアンハーバー
メディテレーニアンハーバー (Mediterranean Harbor) とは、東京ディズニーシー (TDS) にあるテーマポートの一つであり、パークの玄関口に位置する。

## 概要
20世紀初頭の地中海に面した南ヨーロッパの古き良き港町。美しい風景の漁村「ポルト・パラディーゾ」、運河沿いの美しい街「パラッツォ・カナル」、大航海時代の要塞「エクスプローラーズ・ランディング」から成る。
「メディテレーニアン」 (Mediterranean) とは、地中海という意味で、その名の通り、地中海のイタリアの北西部にあるポルトフィーノ、チンクエ・テッレなどの港町、ヴェネツィアの運河、ポルトガルやスペイン沿岸の要塞をモチーフにした造りとなっている。
東京ディズニーランドの「ワールドバザール」と同様、アトラクションの数は少なく、ショップやレストランなどの商業施設が多い。

## エリア
中央には園内で最も広い湾があり、各種の水上イベントが行われる。以下の3つのエリアから構成される。

### ポルト・パラディーゾ
ポルト・パラディーゾ (Porto Paradiso) は、ポルトフィーノ、チンクエ・テッレなどイタリア北西部の港町をイメージしたエリア。「ポルト・パラディーゾ」の名付け親はパラダイスを求め冒険に出たダニエラ姫である建物の内部は1階部分でショップやレストランとして利用されている部分を除けば、東京ディズニーシー・ホテルミラコスタのレストランや客室として利用されている。
モデルとなった地域は、ハリウッドスターの別荘地が数多くあるリゾート地として知られ、ユニバーサル・オーランド・リゾートにも似たようなデザインのホテルとして「ポートフィーノ・ベイ・ホテル」が存在する。

### パラッツォ・カナル
パラッツォ・カナル (Palazzo Canals) は、水の都ヴェネツィアをイメージしたエリア。カナーレ・デッラモーレ（Canale Dell'Amore）という名の運河が作られ、ゴンドラが行き交う。
ショーウィンドウの中にはダヴィンチの名作「モナリザ」の描きかけをイメージした絵が飾られていたり、仮面舞踏会に使われる仮面なども飾られている

### エクスプローラーズ・ランディング
エクスプローラーズ・ランディング (Explorers' Landing) は大航海時代のイベリア半島などの要塞をイメージしたエリア。要塞（フォートレス・エクスプロレーション）や埠頭、ガリオン船などが再現されている。Society of Explorers and Adventures (S.E.A.) と呼ばれる組織の紋章が随所で確認できる。

## 施設

### アトラクション
ポルト・パラディーゾ
- ソアリン:ファンタスティック・フライト
- ディズニーシー・トランジットスチーマーライン

パラッツォ・カナル
- ヴェネツィアン・ゴンドラ

エクスプローラーズ・ランディング
- フォートレス・エクスプロレーション

### ショップ
- イル・ポスティーノ・ステーショナリー
- ヴィラ・ドナルド・ホームショップ
- ヴァレンティーナズ・スウィート
- ヴェネツィアン・カーニバル・マーケット
- エンポーリオ
- ガッレリーア・ディズニー
- ジュリエット・コレクション&トレジャー（2012年11月18日に営業終了）
- スプレンティード
- ダ・ヴィンチズ トラベルフォト（2006年2月28日に営業終了）
- ニコロズ・ワークショップ（2012年6月6日に営業終了）
- ピッコロメルカート
- フィガロズ・クロージアー
- フォトグラフィカ
- ベッラ・ミンニ・コレクション
- マーチャント・オブ・ヴェニス・コンフェクション
- ミラマーレ
- リメンブランツェ
- レガリーニ（2009年2月26日に営業終了）
- ロミオ・ウォッチ&ジュエリー（2012年11月18日に営業終了）

### レストラン
ポルト・パラディーゾ
- カフェ・ポルトフィーノ
- ザンビーニ・ブラザーズ・リストランテ
- マンマ・ビスコッティーズ・ベーカリー

パラッツォ・カナル
- ゴンドリエ・スナック
- リストランテ・ディ・カナレット

エクスプローラーズ・ランディング
- マゼランズ
- マゼランズ・ラウンジ
- リフレスコス

### サービス施設
ポルト・パラディーゾ
- 中央救護室
- パークインフォメーションボード
- ベビーセンター
- 迷子センター
- レストルーム
  - カフェ・ポルトフィーノ店内
  - ザンビーニ・ブラザーズ・リストランテ店内（1階、2階）
  - 「中央救護室」横
  - ベビーセンター内

パラッツォ・カナル
- レストルーム
  - リストランテ・ディ・カナレット店内
  - 「ヴェネツィアンゴンドラ」乗り場前

エクスプローラーズ・ランディング
- レストルーム
  - マゼランズ店内
  - マゼランズ・ラウンジ店内
  - 「フォートレス・エクスプロレーション」横（ポンテ・ヴェッキオ側）

- 喫煙所

### その他の施設
- ビリエッテリーア
  - ショー抽選所
- リドアイル

## エンターテイメント

### 現在行われているエンターテイメント
- ミッキー&フレンズのハーバーグリーティング
- トランジットスチーマー・グリーティング
- ビリーヴ！～シー・オブ・ドリームス～

### 過去に行われたエンターテイメント
- ディズニーシー・シンフォニー（2001年〜2004年）
- ポルト・パラディーゾ・ウォーターカーニバル（2001年〜2006年）
- リドアイル・ミート&スマイル（2001年〜2006年）
- ブラヴィッシーモ!（2004年〜2010年）
- ミート&スマイル（2006年〜2011年）
- レジェンド・オブ・ミシカ（2006年〜2014年）
- ファンタズミック!（2011年〜2020年）

### 季節のエンターテイメント
東京ディズニーシーのスペシャルイベントの一覧も参照。
- ニューイヤーズ・イヴ・セレブレーション（2001年〜2010年末）
- 東京ディズニーシー1stアニバーサリー・セレブレーション（2002年）
- アリエルのシーサイドトレジャー（2003年 春）
- ミッキーのファンタスティックキャラバン（2003年）
- キャンドルライト・リフレクションズ（2003年〜2009年 冬）
- スタイル!（2004年 秋）
- アラジンのホールニューワールド（2005年 夏）
- ミニーのウィッシング・リング（2005年 秋）
- チップとデールのクールサービス（2006年〜2010年 夏）
- プリマヴェーラ（2007年〜2010年 春）
- スウィートハート・ロマンス（2007年 冬）
- ニューイヤーズ・グリーティング（2009年〜 正月）
- マウスカレード・ダンス（2009年〜2010年 秋）
- サマーオアシス・スプラッシュ（2011年〜2012年 夏）
- クリスマス・ラップド・イン・リボン（2011年 冬）
- リドアイル・ウェルカム・トゥ・スプリング（2012年〜2014年 春）
- ハロウィーンデイドリーム（2012年〜2013年 秋）
- カラー・オブ・クリスマス（2012年〜2017年 冬）
- ホリデーグリーティング・フロム・セブンポート（2012年〜2013年 冬）
- ミニーのトロピカルスプラッシュ（2013年〜2016年 夏）
- 七夕グリーティング（2014年〜 七夕）
- ウェルカム・スケルトン・フレンズ（2014年 秋）
- ファッショナブル・イースター（2015年、2017年〜2018年 春）
- ザ・ヴィランズ・ワールド（2015年〜2018 秋）
- パーフェクト・クリスマス（2015年〜2017年 冬）
- クリスタル・ウィッシュ・ジャーニー（2016年〜2017年）
- パイレーツ・サマーバトル“ゲット・ウェット!”（2017年〜2019年 夏）
- イッツ・クリスマスタイム!（2018年、2019年 冬）
- フェスティバル・オブ・ミスティーク（2019年 秋）

## トリビア
- ポルト・パラディーゾの建物にはトロンプ・ルイユという技法が使われている。これはいわゆる「だまし絵」の一種で、ただの壁に本物そっくりに彫刻や窓枠などを描く美術の手法で、モデルとなったイタリアの港町でも描かれている[1]。また、これらを描くために、イタリアから職人が招かれ、長期間、浦安市に滞在していた。
- パラッツォ・カナルの建物の壁には、高潮によって水没した跡が再現されている[1]。
- この港の商業施設は、ザンビーニ兄弟が開いた「ザンビーニ・ブラザーズ・リストランテ」が最初であり、その後ミラコスタ方面に拡がっていった。そのため、「ザンビーニ・ブラザーズ・リストランテ」からミラコスタ方面に向かって建物が少しずつ新しくなっているのが見て取れる。
- 2011年3月11日に発生した東北地方太平洋沖地震の影響で3月12日から4月28日の間休園となっていた東京ディズニーシーだが、運営会社のオリエンタルランドは3月14日、浦安市内の市立小中学校5校のトイレ用水として、メディテレーニアンハーバーの水を提供することを発表した[3]。
- このエリアの特徴としてばらばらの建物の外見があげられる。モデルとなったポルトフィーノにもこの様子が見られる。しかし、ポルトフィーノは自分の家を分かりやすくするためという理由なのに対し、メディテレーニアンハーバーはホテルをどんどん増築したためと理由は異なる。

### 地名
メディテレーニアンハーバーには、さまざまな通路や橋があるが、その多くに名前が付けられている。
橋
- PONTE VECCHIO（ポンテ・ヴェッキオ） - 古い橋
  - この橋は、フィレンツェで最古の橋であるヴェッキオ橋から名前が取られており、モデルとしている。橋の両側に並んでいるのは、金銀細工の店であり、メディテレーニアンハーバーのポンテ・ヴェッキオにある建物にも同様の案内板や看板が造り込まれている。
- PONTE DEL LA FORTEZZA（ポンテ・デレッラ・フォルテッツァ） - 要塞の橋
- PONTE DELL'ARTISTA（ポンテ・デッラルチスタ） - 芸術家の橋
  - 18世紀のヴェネツィア人画家、カナレットをモチーフにしたリストランテ・ディ・カナレットが近くにあるため、この名がつけられた。
- PONTE DI BENVENUTI（ポンテ・ディ・ベンヴェヌーティ） - 歓迎の橋
- LA DOLCE VISTA（ラ・ドルチェ・ヴィスタ） - 美しい風景
- PONTE DEL LIDO（ポンテ・デル・リド） 
  - リドアイルという小島に架かっている。
- ゴンドリエ橋
  - ISOLA DEL GONDORIELE（ゴンドリエの島）へ渡る橋[1]。
- アクアダクトブリッジ
  - ソアリン：ファンタスティックフライトそばにある、古代ローマの水路橋。プロメテウス火山のふもとにあるため、噴火の影響で部分的に崩壊している[1]。

通り
- CALLE PIPPO（カッレ・ピッポ） - グーフィー通り
  - 階段で構成された小道であり、近くの建物の外壁にはトロンプ・ルイユ（だまし絵）も描かれている。
- PASSAGGIO MIRACOSTA（パッサージョ・ミラコスタ）
  - アクアスフィアのあるヴィア・モンディアーレと、ピアッツァ・トポリーノを結んでいる。
- PASSAGGIO MINNI（パッサージョ・ミンニ） - ミニー通り
  - 運河と港町を結ぶ屋根付きの通り[1]。
- VIA GRILLO SAGGIO（ヴィア・グリッロ・サージョ） - ジミニー・クリケット通り
  - パルト・パラディーゾとパラッツォ・カナルを結ぶ小道。
- VIA PAPERINO（ヴィア・パペリーノ） - ドナルド通り
  - 郵便局の前からアクアダクトブリッジ方向へと続く通り[1]。

その他
- PIAZZA TOPOLINO（ピアッツァ・トポリーノ） - ミッキー広場[1]
- CANALE DELL'AMORE - 愛の運河
  - ヴェネツィアンゴンドラが行き交う運河[1]。
- LA SCALINATA DEL TOPOLINO
- ISOLA DEL GONDORIELE（イソラ・デル・ゴンドリエーレ） - ゴンドリエの島
  - ヴェネツィアンゴンドラの乗り場がある島を指す[1]。

### 船名
メディテレーニアンハーバーに設置されている船には名前が付いているものが多い。
QUI、QUO、QUA
- QUI、QUO、QUAと名前が付いているものがあるが、これは、ドナルドダックの甥っ子であるヒューイ・デューイ・ルーイのイタリアでの名前である。参考：イタリア語版 it:Qui, Quo, Qua

ルネサンス号
- エクスプローラーズ・ランディングに停泊しているガリオン船の名前。

ストロンボリ号
- ルネサンス号の船首方向に停泊している船には、ストロンボリ (Stromboli) の船名が書かれている。実在する島の名前でもあり、映画『ピノキオ』にはストロンボリ親方というキャラクターが登場している。

### レストルームの表記
- メディテレーニアンハーバー（ポルト・パラディーゾ地区とパラッツォ・カナル地区）のレストルーム表記はイタリア語表記になっており、SIGNORI、BELLE DONNEとなっている[4]。
- エクスプローラーズ・ランディング地区は、GENTLEMAN、LADYの英語表記。